# 小行星8281
小行星8281（英語：8281）是一颗围绕太阳公转的小行星。1991年8月8日，亨利·E·霍爾特在帕洛马山发现了此天体。
这颗小行星的绝对星等为122.6607702147237等。